# القمة الخليجية 1996 (الدوحة)
قمة مجلس التعاون الخليجي 1996 أو القمة الخليجية 17 , عقدت القمة في يوم الخميس 26 ديسمبر 1996 في مدينة الدوحة عاصمة دولة قطر. برئاسة صاحب السمو الشيخ حمد بن خليفة ال ثاني أمير دولة قطر وشهدت القمة غياب البحرين حيث لم تشارك البحرين في القمة 

## القادة المشاركين

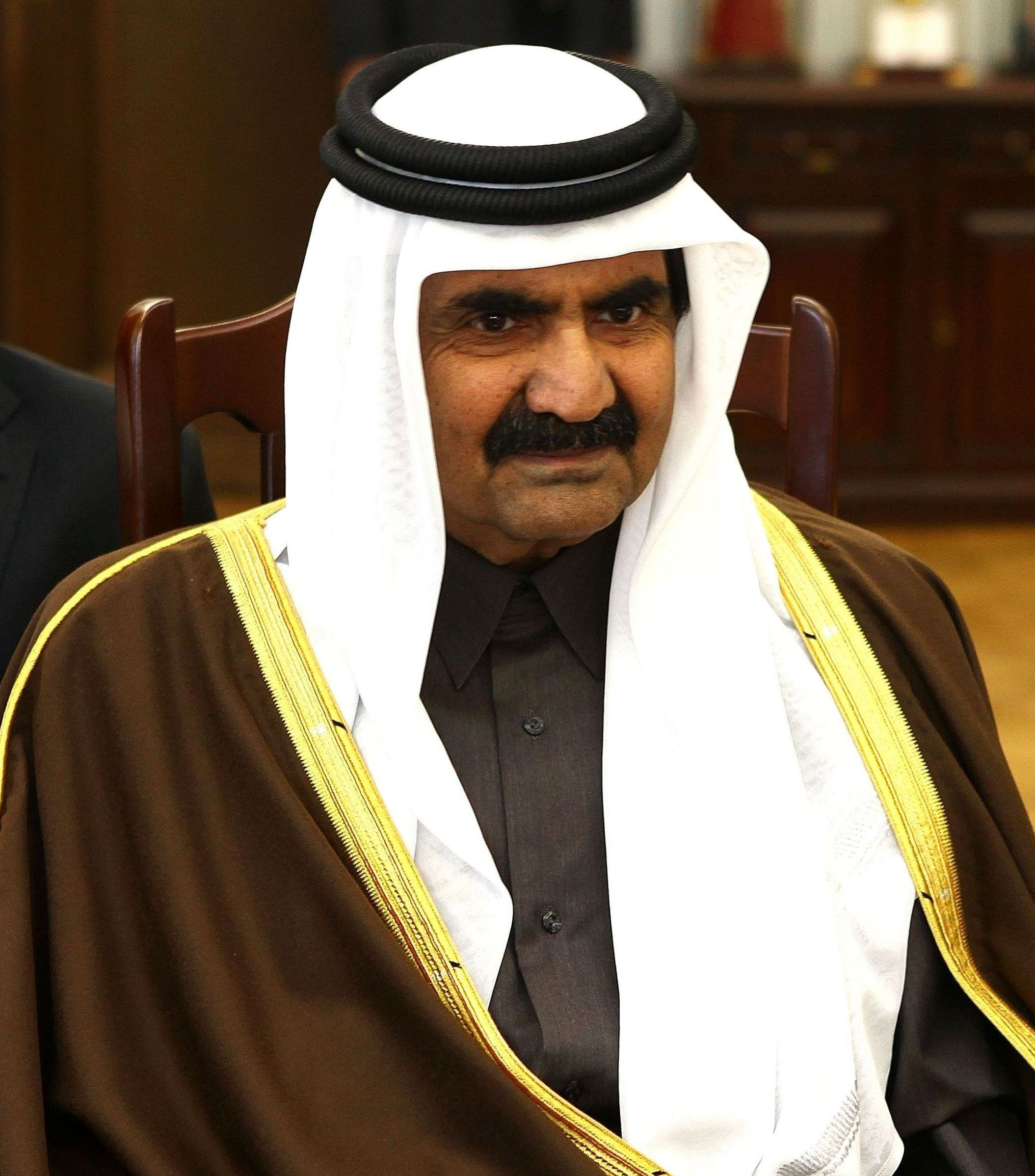
دولة قطر صاحب السمو الشيخ حمد بن خليفة آل ثاني أمير دولة قطر (رئيس الاجتماع)
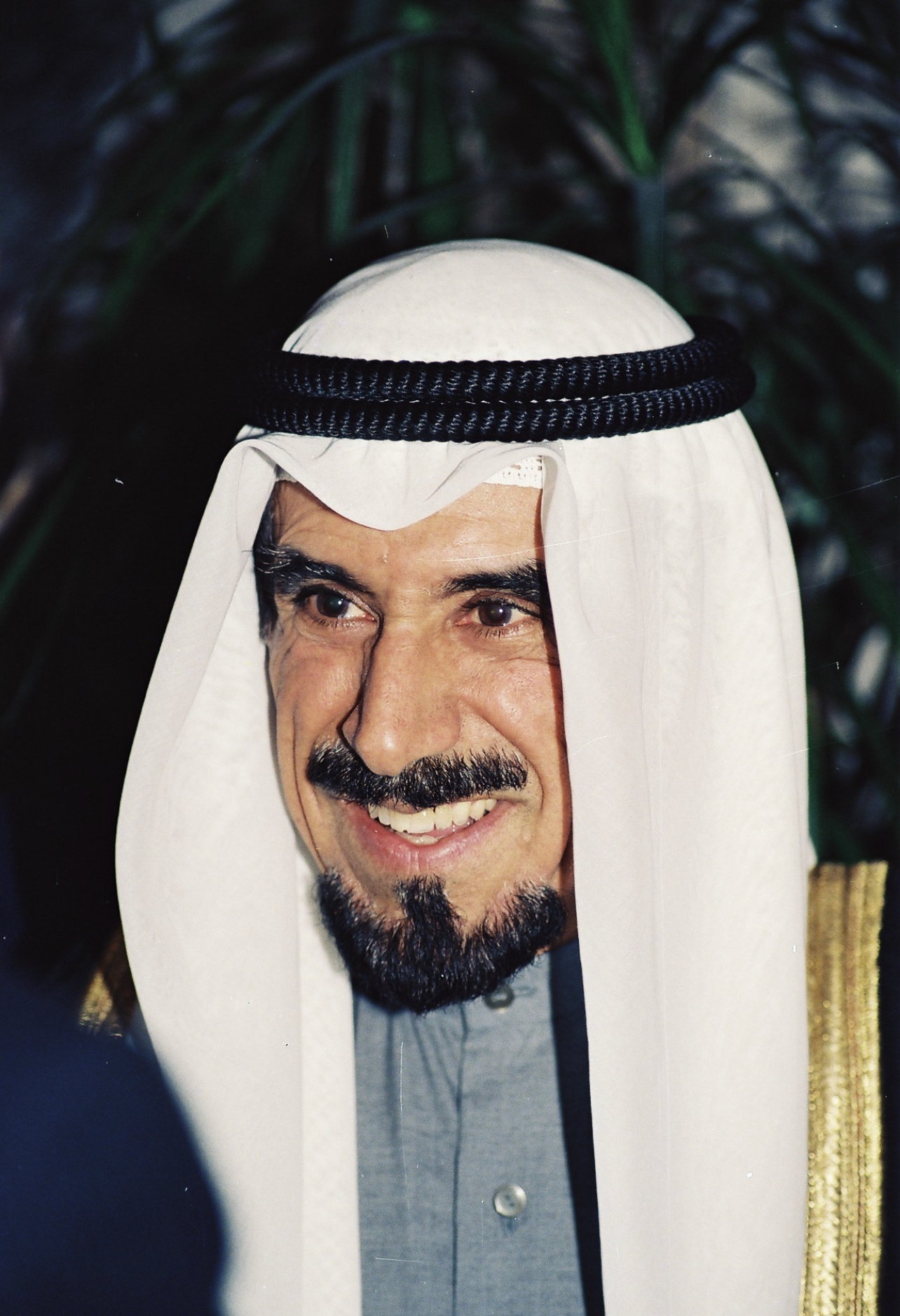
دولة الكويت صاحب السمو الشيخ جابر الأحمد الجابر الصباح أمير دولة الكويت
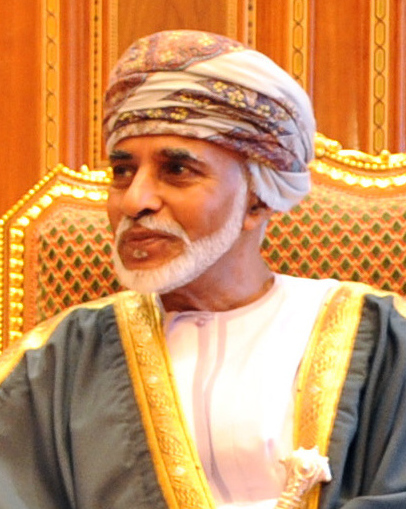
سلطنة عمان صاحب الجلالة السلطان قابوس بن سعيد آل سعيد سلطان عمان
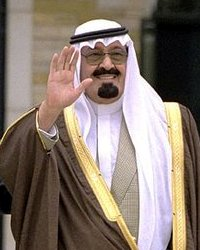
المملكة العربية السعودية صاحب السمو الملكي الأمير عبدالله بن عبدالعزيز آل سعود ولي العهد نائب رئيس مجلس الوزراء رئيس الحرس الوطني
دولة الإمارات العربية المتحدة صاحب السمو الشيح مكتوم بن راشد آل مكتوم نائب رئيس الدولة رئيس مجلس الوزراء
الأمانة العامة لمجلس التعاون الخليجي معالي الشيخ جميل بن إبراهيم الحجيلان أمين عام مجلس التعاون لدول الخليج العربية